# Huỳnh Hữu Nghĩa (thị trấn)
Huỳnh Hữu Nghĩa là thị trấn huyện lỵ của huyện Mỹ Tú, tỉnh Sóc Trăng, Việt Nam.

## Địa lý
Thị trấn Huỳnh Hữu Nghĩa nằm ở trung tâm huyện Mỹ Tú, có vị trí địa lý:
- Phía đông giáp xã Mỹ Hương và xã Thuận Hưng
- Phía tây và phía nam giáp xã Mỹ Tú
- Phía bắc giáp xã Long Hưng.

Thị trấn Huỳnh Hữu Nghĩa có diện tích 11,43 km², dân số năm 2022 là 9.099 người, mật độ dân số đạt 796 người/km².

## Hành chính
Thị trấn Huỳnh Hữu Nghĩa được chia thành 5 ấp: Cầu Đồn, Mỹ Lợi A, Mỹ Tân, Mỹ Thuận, Nội Ô.

## Lịch sử
Thị trấn được đặt theo tên của Huỳnh Hữu Nghĩa là một người lính Việt Minh là Trung đội trưởng tử trận tại địa phương trong trận đánh quân Pháp vào năm 1947.
Tháng 11 năm 1961, Tỉnh ủy Sóc Trăng ban hành Nghị quyết về việc thành lập thị trấn Huỳnh Hữu Nghĩa trên cơ sở các ấp Mỹ Thuận A, Mỹ Thuận B và Mỹ Lợi A của xã Mỹ Tú.